# Llista de clans rajputs

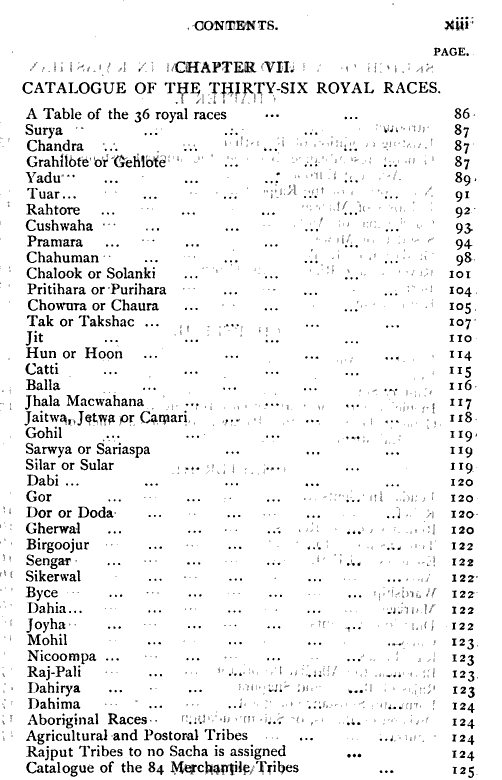
Llista de Tod

Els rajputs estan dividits en trenta -sis (36) clans reials distribuïts en tres llinatges (vansha o vamsha). El funcionari colonial britànic Tod esmenta que són 36 clans però dona una llista de 37 en que inclou dos vansha. El brigadier A. Mason dona una llista de 36 clans reials.
- Els Suryavanshi (Solar) descendent de Surya, el déu Sol hindú
- Els Chandravanshi o Somavanshi (Lunar), descendents de Chandra, el déu Lluna
- Els Agnivanshi, descendents d'Agni, el déu del Foc. Històricament només quatre dinasties es van reclamar d'aquest origen: Chauhans o Chahamanes, Paramares, Solankis i Pratihares.

## Clans rajputs
Clans rajputs Suryavanshi
- Bargujar
- Sikarwar
- Jamwal
- Tomar, Tanwar, Tuar
- Guhilot
- Sisòdia
- Ranawat
- Chundawat
- Sangawat
- Sarangdevot
- Kachwaha
- Kalyanot
- Rajawat
- Shekhawat
- Jasrotia
- Pundir
- Rathore
- Champawat
- Dhandhul Bhadail (Rathore) Jodha
- Khokhar
- Kumpawat
- Jaitawat

Clans rajputs Chandravanshi (Somavanshi)
- Bhati
- Bundela
- Chandela
- Chavda
- Dahiya
- Katoch
- Jhala
- Jadeja
- Sarvaiya
- Jadeja
- Banaphar
- Pathania

Clans rajpits Agnivanshi
- Chauhan
- Deora
- Hada
- Bhadauria
- Khichi
- Songara-gujrat
- Solanki
- Baghel
- Parmar
- Mori
- Sodha
- Sankhla
- Pratihara
- Inda

## Clans reials a la llista de Mason
- 1 	Paramara 	- Agnivanshi
- 2 	Agnipala 	- Agnivanshi
- 3 	Chouha 	- Agnivanshi
- 4 	Solanki (clan) 	- Agnivanshi
- 5 	Parihara 	- Agnivanshi
- 6 	Gehlote 	- Suryavanshi
- 7 	Rahtor 	- Suryavanshi
- 8 	Kachwaha 	- Suryavanshi
- 9 	Birgujar 	- Suryavanshi
- 10 	Balla 	- Suryavanshi
- 11 	Byce 	- Suryavanshi
- 12 	Dahirya 	- Suryavanshi
- 13 	Suruja 	- Suryavanshi
- 14 	Yadu 	- Somavanshi o Chandravanshi
- 15 	Jereja - Somavanshi o Chandravanshi
- 16 	Tuar 	- Somavanshi o Chandravanshi
- 17 	Nicumpa 	- Somavanshi o Chandravanshi
- 18 	Sikerwal 	- Somavanshi o Chandravanshi
- 19 	Jits 	- Somavanshi o Chandravanshi
- 20 	Chaura 	- Somavanshi o Chandravanshi
- 21 	Jhala 	- Somavanshi o Chandravanshi
- 22 	Gherwal 	- Somavanshi o Chandravanshi
- 23 	Dahima 	- Somavanshi o Chandravanshi
- 24 	Johya 	- Somavanshi o Chandravanshi
- 25 	Sarwya 	- Somavanshi o Chandravanshi
- 26 	Mohil 	- Somavanshi o Chandravanshi
- 27 	Sengar 	- Somavanshi o Chandravanshi
- 28 	Gor 	- Somavanshi o Chandravanshi
- 29 	Jaitwar 	- Somavanshi o Chandravanshi
- 30 	Hun 	- Somavanshi o Chandravanshi
- 31 	Katti 	- Somavanshi o Chandravanshi
- 32 	Makwahana 	- Somavanshi o Chandravanshi
- 34 	Pala 	- Somavanshi o Chandravanshi
- 35 	Tak 	- Somavanshi o Chandravanshi
- 36 	Dabi - Somavanshi o Chandravanshi